# Purple Saturn Day
Purple Saturn Day est un jeu de sport et de stratégie développé et publié par EXXOS en 1989 pour Amstrad CPC, Amiga, ZX Spectrum et Atari ST.

## Système de jeu
Le jeu est une compétition composée de 4 épreuves. Parmi celles-ci, une course autour de Saturne et un jeu de réflexion rappelant Extase.

## Accueil
La version CPC est bien reçue par la presse spécialisée. Amstrad 100% lui donne la note de 82% et Amstar & CPC 15/20. Les versions Amiga et Atari reçoivent également de bonnes critiques.